# Gare d'Osaka-Abenobashi
La gare d'Osaka-Abenobashi (大阪阿部野橋駅, Ōsaka-Abenobashi-eki), aussi appelée gare d'Abenobashi (あべの橋駅, Abenobashi-eki), est une gare ferroviaire terminus de la ville d'Osaka au Japon. Elle est située dans l'arrondissement d'Abeno. La gare est gérée par la compagnie Kintetsu.

## Situation ferroviaire
La gare d'Osaka-Abenobashi marque le début de la ligne minami-Osaka.

## Histoire
La gare est inaugurée le 13 avril 1923 sous le nom de gare d'Ōsaka-Tennōji (大阪天王寺駅). Elle est renommée gare d'Osaka-Abenobashi l'année suivante.

## Services aux voyageurs

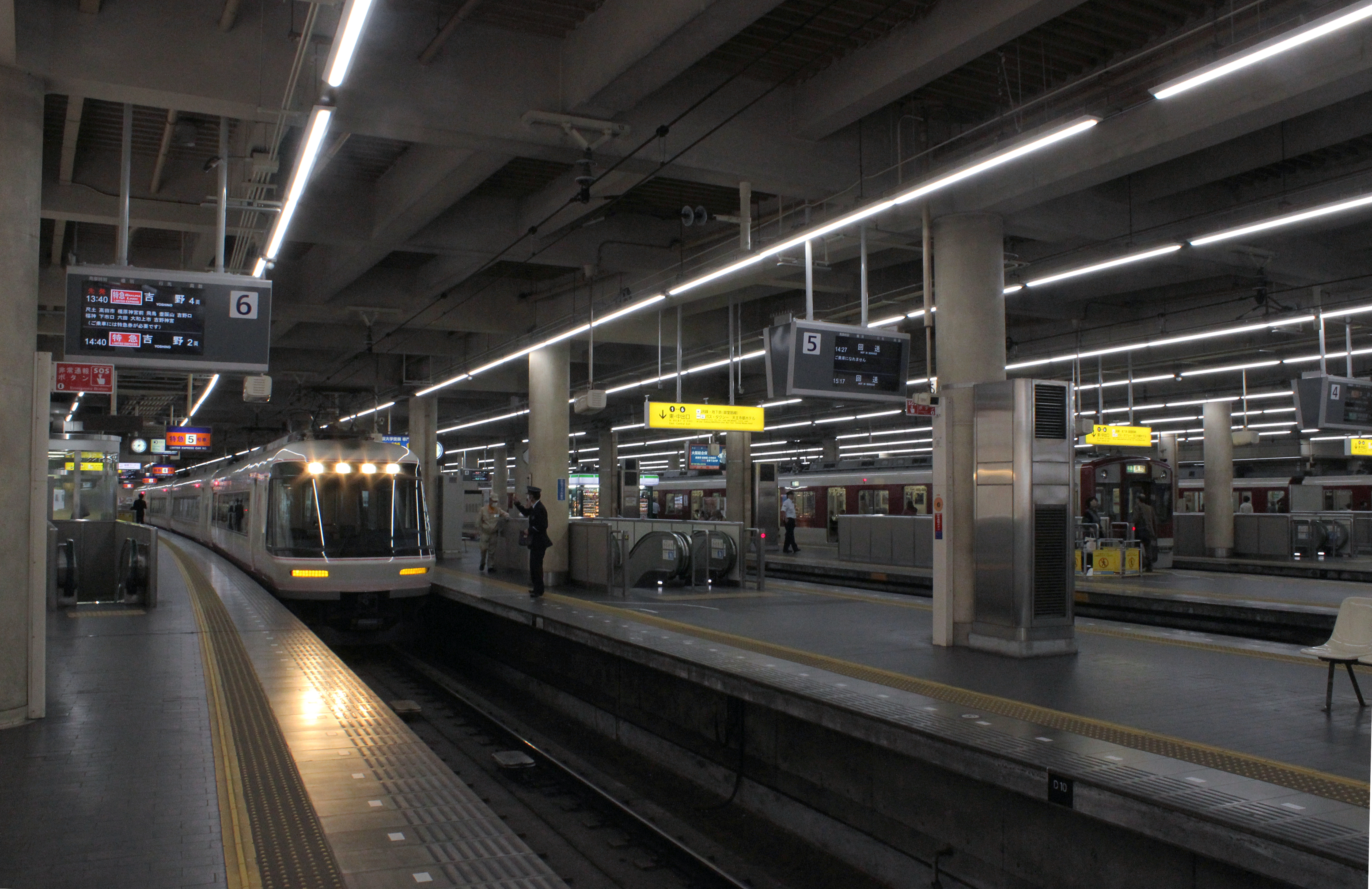
Vue des quais

### Accès et accueil
La gare est située au pied de la tour Abeno Harukas. Pour la vente des billets, la gare comprend des guichets de vente et des distributeurs automatiques.

### Desserte
- Ligne Kintetsu Minami Osaka : direction Fujiidera, Dōmyōji, Furuichi, Shakudo, Kashiharajingu-mae, Yoshino et Kawachinagano
  - voies 1 et 2 : trains omnibus
  - voies 3 et 4 : trains semi-express
  - voie 5 : trains express
  - voie 6 : trains Limited express

### Intermodalité
La gare de Tennoji (JR West et métro d'Osaka) est située en face de la gare côté nord. L'arrêt Tennōjiekimae de la ligne Uemachi du tramway d'Osaka est situé à l'ouest.

## Dans les environs
- Parc de Tennoji
- Shi Tennō-ji
- Musée municipal des beaux-arts d'Osaka
- Isshin-ji